# La Pocatière
La Pocatière – miasto w Kanadzie, w prowincji Quebec, w regionie Bas-Saint-Laurent i MRC Kamouraska. Miasto jest ważnym ośrodkiem szkolnictwa, znajduje się tutaj Cégep i klasyczne kolegium.
Liczba mieszkańców La Pocatière wynosi 4 575. Język francuski jest językiem ojczystym dla 98,8%, a angielski dla 0,3% mieszkańców (2006).